# Locomotiva kkStB 178
Le locomotive kkStB 178 erano un gruppo di locotender a vapore, di rodiggio 0-4-0, delle Kaiserlich-königliche österreichische Staatsbahnen (ferrovie imperial regie dell'Austria) atte al traffico viaggiatori locale.

## Storia
Il gruppo di locomotive, immatricolato come gruppo 178, nacque in seguito all'esigenza delle KkStB di migliorare il servizio ferroviario viaggiatori sulle linee secondarie e locali con molte curve; vennero quindi realizzate, su progetto di Karl Gölsdorf, come locotender e costruite fino al 1918 in 211 unità. Le prime due locomotive prototipo uscirono dagli stabilimenti Krauss-Maffei nel 1898 per la "Schneebergbahn" e successivamente ne furono consegnate altre 8 unità in seguito al rilevamento della gestione della linea da parte della ferrovia dell'Aspang (ove erano classificate come EWA IVd). Il grosso della produzione provenne poi dalla Wiener Neustadt, dalla Floridsdorf e dalla fabbrica della Boemia-Moravia. Dopo la prima guerra mondiale 66 unità rimasero in Austria presso le BBÖ mentre il grosso, 105 unità, costituì la serie ČSD 422.0 delle ferrovie della Cecoslovacchia e quantità minori arrivarono in Polonia (28 unità immatricolate come TKp 11), Jugoslavia, Romania e in Italia, immatricolate nel gruppo 893 FS in numero di 12 unità di cui qualche esemplare sopravvisse fino agli anni cinquanta. La vita più lunga la ebbero le unità circolanti in Cecoslovacchia, fino alla seconda metà degli anni sessanta.
In Austria varie ferrovie private hanno utilizzate le locomotive del gruppo 178:
- la Aspangbahn (e Schneebergbahn)
- le Niederösterreichische Landesbahnen,
- la Ferrovia del Montafon,
- le Steiermärkische Landesbahnen,
- le Wiener Lokalbahnen
- la ferrovia militare Felixdorf-Blumau.

La "serie 178", in Austria, è stata ulteriormente prodotta fino al 1924 sia per le ferrovie statali (come BBÖ 178) che per quelle private fino a raggiungere la quantità di 85 macchine ripartite in ragione di:
- 63 unità kkStB 178.05-211 (numerazione non consecutiva), e 178.212-226 direttamente per la BBÖ fornite da Krauss tra 1918 e 1923.

Ad esse si aggiunsero in seguito alla nazionalizzazione di varie ferrovie private:
- la 178.232 delle Steiermärkische Landesbahnen (Ferrovie della Stiria, ferrovia locale Friedberg - Pinkafeld) costruita da Krauss nel 1924,
- le otto unità 178.295-302 delle Niederösterreichische Landesbahnen (Ferrovie della Bassa Austria), ex NÖLB 104.01-08, costruite da Krauss tra 1912 e 1919,
- le due unità 178.303-304, ex 21-22 della precedente ferrovia militare Felixdorf - Blumau costruite da Krauss nel 1915,
- le dieci unità 178.801-810, ex EWA 71-80 della Aspangbahn, di Krauss e di Wiener Neustadter costruite tra 1898 e 1920 e
- la 178.900 costruita per la ferrovia locale di Vienna (Wiener Lokalbahnen) della Wiener Neustadter fabbricata nel 1921.

## Caratteristiche tecniche
Le locomotive era di impostazione austriaca classica, di forma compatta, con rodiggio 0-4-0 adatto a treni non troppo veloci, con casse d'acqua affiancate alla caldaia che si prolungavano per tutta la sua lunghezza. Erano a doppia espansione ma ne venne prodotta anche una versione a semplice espansione. Erano munite di freno a vuoto Hardy come la maggior parte delle locomotive austriache ed erano munite di parascintille sul fumaiolo nell'esercizio di stato (KkStB).